# 日本航空1628號班機事件

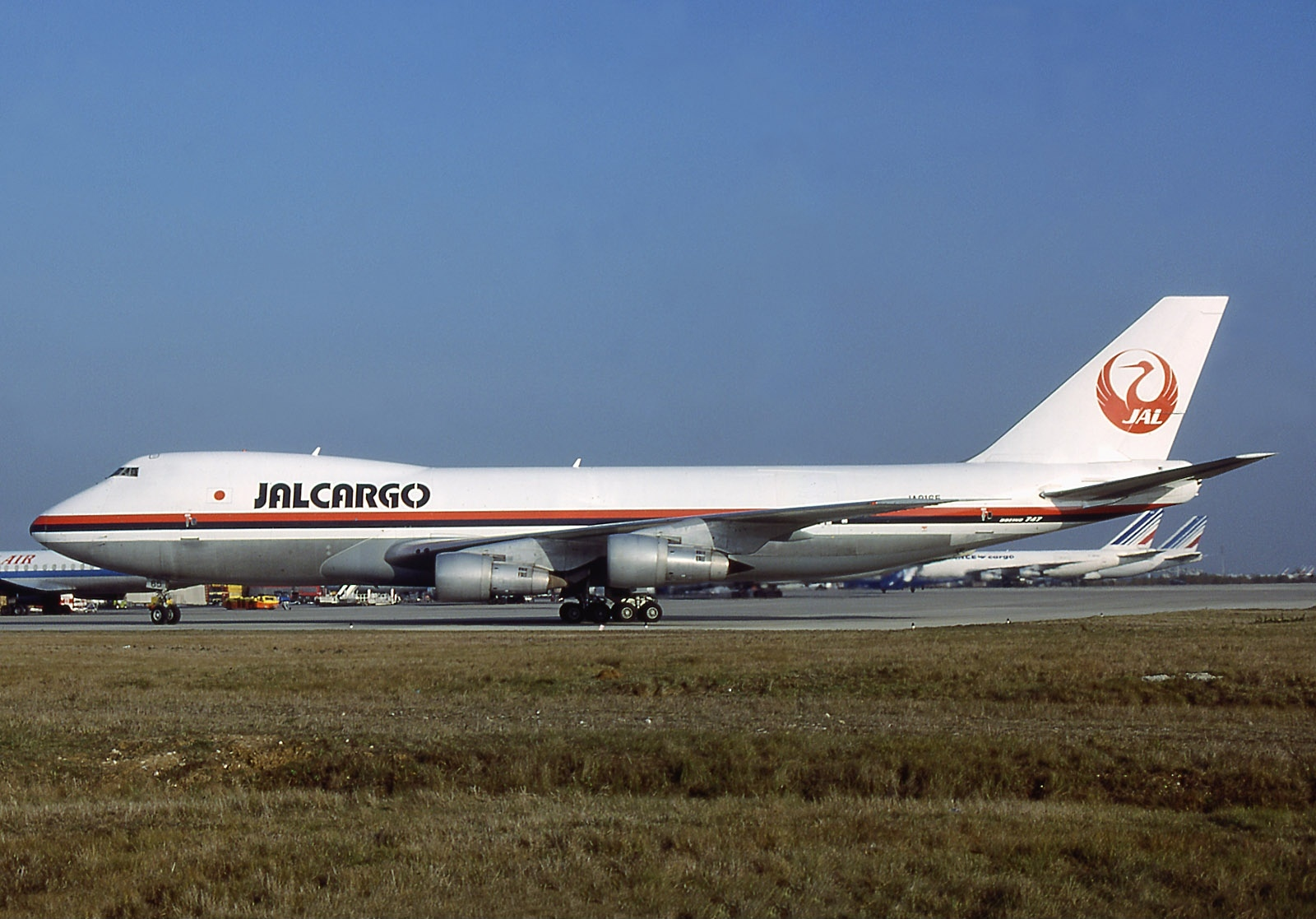
日本航空同型貨機（波音747-200F）

日本航空1628號班機事件是指在1986年11月17日一架日本航空波音747貨機從巴黎飛往東京成田機場途中，機組人員在阿拉斯加上空目擊不明飛行物體。
17時11分，日本航空1628號班機飛行至阿拉斯加東部時，機組人員首先在左邊看到兩個不明飛行物體。這些不明飛行物體突然從飛機下方升起，每個不明飛行物體都有兩個方形的陣列，看起來像是發光的噴嘴或推進器。當不明飛行物體距離該班機最近的時候，機艙被不明飛行物體發出的光線照亮，機長可以感受到熱氣。這兩個不明飛行物體遠離日本航空1628號班機後，第三個更大的圓盤狀不明飛行物體開始跟踪日本航空班機，導致日本航空飛行員向航空管制員要求改變航向。航空管制員允許日本航空班機改變航向後，要求附近一架聯合航空班機确认不明飛行物體，但是聯合航空班機和附近一架軍機查看後並無任何發現。整個過程持續大約50分鐘，而不明飛行物體最終在丹奈利峰附近消失。

## 目擊經過
1986年11月17日，日本航空1628號班機的日本機組人員在日落之後目擊到三個不明飛行物體飛越阿拉斯加東部。這些不明飛行物體似乎更喜歡飛機左邊的黑暗夜空，並躲避來自飛機右邊的陽光照射。所有三名機組人員都觀察到了最初的两个不明飛行物體：正駕駛寺內謙壽是前戰鬥機飛行員，擁有超過10,000小時飛行經驗；副駕駛是為藤隆憲，飛行工程師為佃善雄。
日本航空1628號班機以自動駕駛進入阿拉斯加上空，當時高度為海拔35,000英尺（11,000米），正以每小時565英里（909公里）速度來巡航。17時9分，安克拉治航空管制員建議日本航空1628號班機朝向塔爾基特納（Talkeetna）飛行。

## 兩個不明飛行物體
日本航空1628號班機在17時11分轉彎，之後正駕駛寺內謙壽注意到左前方有兩個不明飛行物體，並且高度在飛機以下約2,000英尺（610米），他認為是軍用飛機，而且飛行路線和速度都與日本航空班機一致。17時18分或17時19分，兩個不明飛行物體突然衝到日本航空班機前方約500英尺（150米）或1,000英尺（300米）的位置，呈上下排列。
在此过程中，UFO似乎开启了某种反推装置，突然變得耀眼奪目。這兩個不明飛行物體為了協調日本航空1628號班機的速度，無視慣性，正駕駛寺內謙壽描述說：“好像沒有重力存在，它們在加速後停止前進，速度與日本航空1628號班機一樣，對我們來說，它們似乎是靜止不動的，之後它們改變方向……換句話說，這些不明飛行物體克服了重力。”明亮的閃光持續三到七秒鐘，正駕駛寺內謙壽可以感受到它們散發出的熱氣。
17時19分15秒，航空管制員從日本航空1628號班機得知此事，卻無法確認當時附近有任何其他飛機存在。三到五分鐘後，不明飛行物體呈現左右並排飛行維持10分鐘之久，它們跟隨著日本航空1628號班機飛行，並且其推進器前後旋轉，導致它們忽明忽暗。
每個不明飛行物體都是方形的，由兩個矩形陣列組成，看起來像是發光的噴嘴或推進器，黑暗的核心將其分開。正駕駛寺內謙壽推測，如果從另一個角度觀察，不明飛行物體會呈現圓柱形，觀察到的噴嘴運動可能歸因於圓柱體的旋轉。這些不明飛行物體在17時23分13秒左右突然向東移動，消失在地平線以下。

## 第三個不明飛行物體
在這兩個不明飛行物體消失的時候，正駕駛寺內謙壽注意到另一個不明飛行物體發出一束淡淡的光芒，與日本航空1628號班機的高度、速度和方向都一樣。正駕駛寺內謙壽將機載雷達探測範圍擴大到25海里（46公里），確認10點鐘方向有一個不明飛行物體距離飛機約7.5海里（13.9公里），並通知航空管制員。安克拉治航空管制員沒有發現任何異常，但是幾分鐘後埃爾門多夫空軍基地在日本航空1628號班機的飛行路線上發現其他飛行物體。
費爾班克斯城市燈光照亮了這個不明飛行物體後，寺內謙壽相信該不明飛行物體看起來有“航空母艦的兩倍大”，但該物體位於副駕駛藤隆憲視野以外。寺內謙壽立即要求改變路線以避免與它相撞，然而這個不明飛行物體也跟著日本航空1628號班機以45度轉彎，高度也從35,000英尺下降到31,000英尺，並完成一次360度轉彎。費爾班克斯國際機場的短距離雷達並未發現該物體的蹤影。
安克拉治航空管制員询问日本航空1628號班機是否请求對不明飛行物體進行軍事干預，由於飛行員知曉曼特爾幽浮事件而拒絕該提議。聯合航空班機和軍機都沒有接近該物體以確認其存在，此時日本航空1628班機也沒有再看到它。18時20分，日本航空1628班機安全抵達安克拉治。

## 後續調查
寺內謙壽在美國聯邦航空管理局官方的報告中指出這些不明飛行物體是UFO。1986年12月，机长寺內謙壽接受兩位共同通信社記者採訪。日本航空很快以他與媒體交談为由令其停飞，並將他的工作改為內勤。之後寺內謙壽恢復飛行，但未再担任机长，最終在日本北關東退休。
共同通信社在12月24日聯繫美國聯邦航空局安克拉治公共信息官Paul Steucke，后者證實該事件确有发生。12月29日，合眾國際社緊隨其後報導此事件。美國聯邦航空管理局阿拉斯加州地區諮詢事故和調查部門主管約翰·卡拉漢，因為他們想知道如何向媒體介紹不明飛行物體 。約翰·卡拉漢並不了解任何相關事件，認為這些飛行物體可能是隱形轟炸機。他要求阿拉斯加州將相關數據轉發到新澤西州大西洋城的技術中心，他和上級播放雷達數據，並通過錄製將其與語音錄像帶結合。
一天後，約翰·卡拉漢等人在美國聯邦航空局總部向海軍中將Engen介紹這個視頻，他並要求約翰·卡拉漢等人不要跟任何人談論這件事，直到飛行物體得到確認為止。聯邦調查局、中央情報局和雷根總統科學研究小組等代表都出席隔天的會議。會議結束後，所有與會者都被告知該目擊事件是機密，這次會議“從未發生過”。根據約翰·卡拉漢的說法，這些官員認為這些數據是不明飛行物體留下來的第一批雷達數據。然而，約翰·卡拉漢設法保留原始視頻、飛行員報告和美國聯邦航空局總部的第一份報告。

## 調查結果
經過三個月的調查，美國聯邦航空局於1987年3月5日舉行新聞發布會上正式公佈調查結果。Paul Steucke收回早先美國聯邦航空局總部的观点（航空管制員觀測到UFO），他澄清說：「美國聯邦航空局沒有足夠的資料來證實該物體存在，儘管美國聯邦航空局接受了飛行員的描述，但是不能支持飛行員所述為事实」。而媒體对這次不明飛行物體目擊事件给予特別關注，因為地面和機載雷達都發現不明飛行物體，同時还有經驗豐富的飛行員觀察紀錄，而且隨後也得到美國聯邦航空局確認。